# Leibgedinge
Ein Leibgedinge (auch Leibgut, Leibrente, Leibzucht, Dotalium, Doalium oder Vitalitium) war ab dem späten Heiligen Römisches Reich die Verpflichtung, Naturalleistungen wie Wohnung, Nahrungsmittel, Hege und Pflege gegenüber einer Person bis zu deren Ableben zu erbringen, die meist bei Hofübergaben in der Landwirtschaft zwischen Übergeber und Übernehmer vereinbart wurde.
Da das Erbschaftsrecht für Bauernhöfe im Norden Deutschlands (Anerbenrecht) sich grundlegend von dem in Teilen Süddeutschlands (Realteilung) unterschied, wurden aufgrund dieser auseinandergehenden Traditionen in der Vergangenheit landschaftlich unterschiedliche Begriffe verwendet.
Im Norden und Westen Deutschlands ist heute der Begriff Altenteil üblich. In Bayern wird auch der Begriff Leibgeding (eine Nebenform von Leibgedinge) statt Altenteil weiter verwendet.
Spezielle Formen des Leibgedinges sind das Ausgedinge in Österreich (in Bayern auch Austrag genannt) und das Witwengut.

## Heutige rechtliche Verwendung
In der Bundesrepublik Deutschland wird der Begriff Leibgeding heute lediglich noch landschaftlich für den Begriff des Altenteils verwendet.
Obwohl rechtlich nicht definiert, wird der Begriff des Altenteils mehrfach in Gesetzestexten erwähnt.

## Rechtsfolgen
Das Altenteil wird vielfach gesetzlich erwähnt, jedoch nicht legal definiert. Das Altenteil wird regional unterschiedlich auch als Leibgeding, Leibzucht oder Auszug bezeichnet. Rechtsgeschichtlich hat es seine Grundlage als vorwiegend in ländlichen Gebieten vertragliches Rechtsinstitut, weshalb es im Rahmen des Übergangsrechts auch landesrechtliche Vorbehalte in Art. 96 EGBGB erfahren hat.
Erfolgt der Vermögenserwerb „mit Rücksicht auf ein künftiges Erbrecht“, so ist ein als Gegenleistung eingeräumtes Leibgedinge keine den Wert des übernommenen Vermögens mindernde Verbindlichkeit im Sinne des § 1374 Abs. 2 BGB. Der Hof wird also gem. § 1374 Abs. 2 BGB mit seinem vollen Wert dem Anfangsvermögen hinzugerechnet, gehört also nicht zum Zugewinn (§ 1373 BGB) und damit auch nicht in den Zugewinnausgleichsanspruch des anderen Ehegatten (§ 1378 BGB).

## Geschichte
In regierenden Fürstenhäusern erhielten früher die einheiratenden Frauen vor der Eheschließung die Einkünfte aus konkret bestimmten Gütern, Orten oder Landesteilen vertraglich zugesagt – sei es beginnend mit der Heirat, sei es für den Witwenfall. Die Frau übernahm manchmal bereits zu Beginn der Ehe die Herrschaft über die betreffenden Ländereien, bisweilen auch erst mit Eintritt ihrer Witwenschaft. Dieses ihr „gewidmete“ Leibgedinge wurde auch als „Widum“ oder Wittum bezeichnet. Die lebenslangen Nutzungsrechte waren Bestandteile des vor der Hochzeit ausgehandelten Ehevertrages.